# Frontière entre la République centrafricaine et la république du Congo

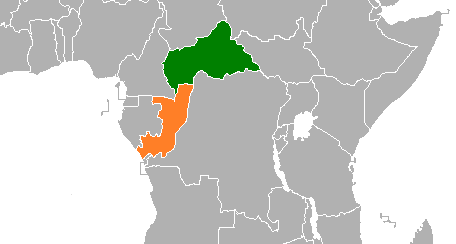
Géolocalisation de la République Centrafricaine et de la République du Congo

La frontière entre la République centrafricaine et la république du Congo est la frontière séparant le sud-ouest de la République centrafricaine et le nord de la république du Congo.
Elle débute à l'ouest au point de triple frontière avec le Cameroun et continue jusqu'à la frontière avec la république démocratique du Congo à l'est.
Le tracé actuel date de l'indépendance de ces anciennes colonies françaises en 1960.